# Caden
Pour les articles homonymes, voir Caden (homonymie).
Caden [kadɛ̃] est une commune française située dans le département du Morbihan, en région Bretagne.

## Toponymie
Le cartulaire de l'abbaye de Redon mentionne pour la première fois la paroisse de Caden en 835 sous l'appellation de Plebs Catin (« lieu de bataille ») ; Codent en 992.
Catin, de l'ancien breton Katvan, « lieu du combat », de cat, « combat », et man muté en van, « lieu ».
En vieux breton Kaden, signifie « bataille ».

## Géographie

### Situation
|          | Malansac | Saint-Jacut-les-Pins |
| Limerzel | Caden    | Saint-Gorgon         |
| Péaule   |          | Béganne              |

Caden est située au sud-est de la Bretagne sud, à l'est du département du Morbihan.
Elle est délimitée :
- au nord, par la route départementale Vannes-Redon, qui la sépare de Malansac,
- à l'ouest et au sud par le ruisseau de Trévelo, qui la sépare de Limerzel et de Péaule,
- à l'est par le ruisseau de la Bouloterie, qui la sépare de Saint-Gorgon et Béganne.

### Hydrographie
Pour un article plus général, voir Réseau hydrographique du Morbihan.
La commune est située dans le bassin Loire-Bretagne. Elle est drainée par le Trévelo, la Boulogne, le ruisseau de Lécaden, le ruisseau de la Fontaine, le ruisseau du Matz, et un autre petit cours d'eau,.
Le Trévelo, d'une longueur de 20 km km, prend sa source dans la commune de Questembert et se jette  dans la Vilaine à Nivillac, après avoir traversé six communes. 

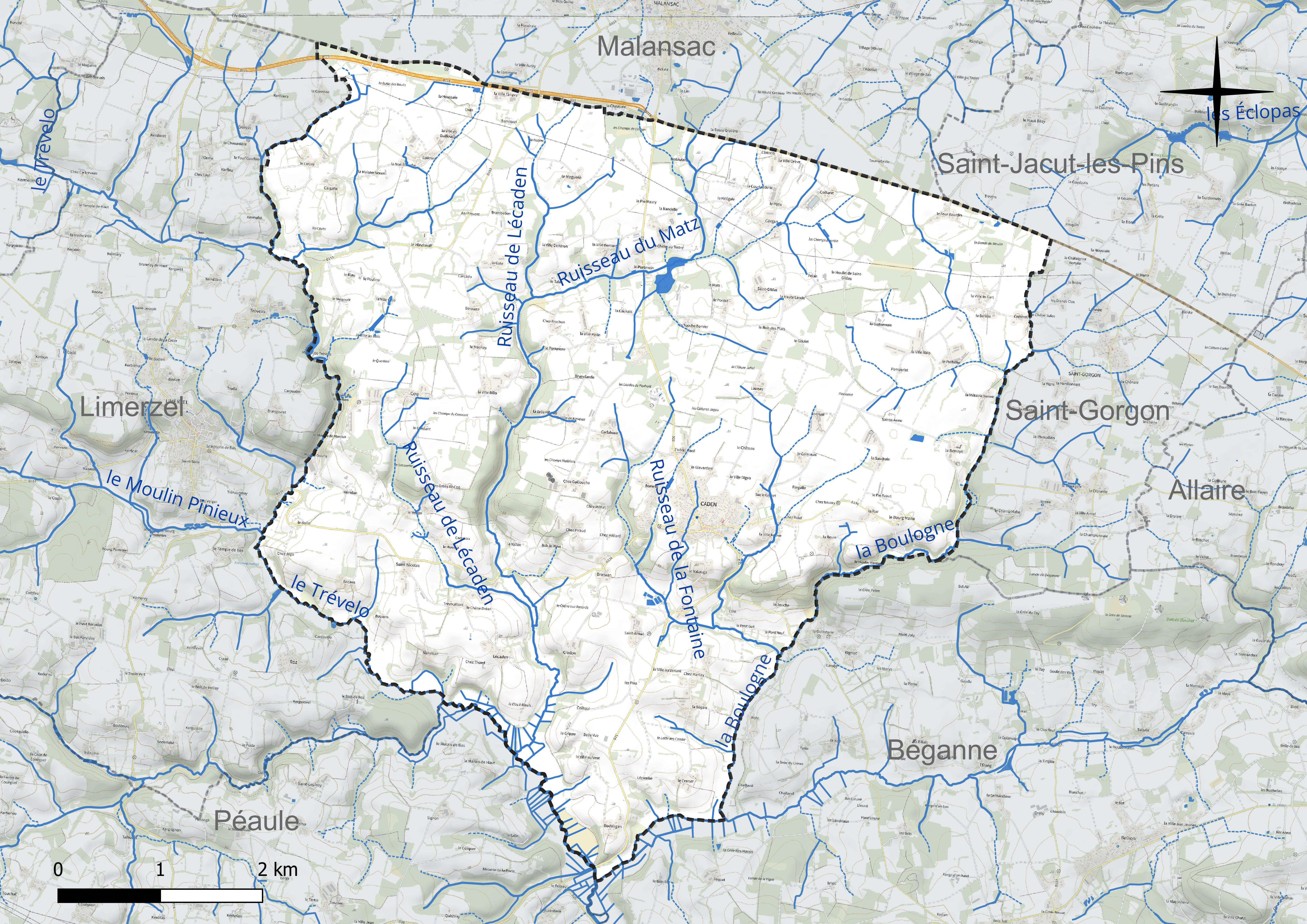
Réseau hydrographique de Caden.

### Climat
Pour des articles plus généraux, voir Climat de la Bretagne et Climat du Morbihan.
En 2010, le climat de la commune est de type climat océanique franc, selon une étude du CNRS s'appuyant sur une série de données couvrant la période 1971-2000. En 2020, Météo-France publie une typologie des climats de la France métropolitaine dans laquelle la commune est exposée à un climat océanique et est dans la région climatique  Bretagne orientale et méridionale, Pays nantais, Vendée, caractérisée par une faible pluviométrie en été et une bonne insolation. Parallèlement l'observatoire de l'environnement en Bretagne publie en 2020 un zonage climatique de la région Bretagne, s'appuyant sur des données de Météo-France de 2009. La commune est, selon ce zonage, dans la zone « Intérieur Est  », avec des hivers frais, des étés chauds et des pluies modérées.  
Pour la période 1971-2000, la température annuelle moyenne est de 11,7 °C, avec une amplitude thermique annuelle de 12,6 °C. Le cumul annuel moyen de précipitations est de 858 mm, avec 12,9 jours de précipitations en janvier et 6,4 jours en juillet. Pour la période 1991-2020, la température moyenne annuelle observée sur la station météorologique la plus proche, située sur la commune de Saint-Jacut-les-Pins à 8 km à vol d'oiseau, est de 12,4 °C et le cumul annuel moyen de précipitations est de 947,8 mm,. Pour l'avenir, les paramètres climatiques de la commune estimés pour 2050 selon différents scénarios d’émission de gaz à effet de serre sont consultables sur un site dédié publié par Météo-France en novembre 2022.

## Urbanisme

### Typologie
Au 1er janvier 2024, Caden est catégorisée commune rurale à habitat dispersé, selon la nouvelle grille communale de densité à sept niveaux définie par l'Insee en 2022.
Elle est située hors unité urbaine et hors attraction des villes,.

### Occupation des sols
L'occupation des sols de la commune, telle qu'elle ressort de la base de données européenne d’occupation biophysique des sols Corine Land Cover (CLC), est marquée par l'importance des territoires agricoles (89 % en 2018), une proportion sensiblement équivalente à celle de 1990 (89,4 %). La répartition détaillée en 2018 est la suivante : 
terres arables (47,2 %), zones agricoles hétérogènes (23,3 %), prairies (18,5 %), forêts (9,5 %), zones urbanisées (1,5 %). L'évolution de l’occupation des sols de la commune et de ses infrastructures peut être observée sur les différentes représentations cartographiques du territoire : la carte de Cassini (XVIIIe siècle), la carte d'état-major (1820-1866) et les cartes ou photos aériennes de l'IGN pour la période actuelle (1950 à aujourd'hui).

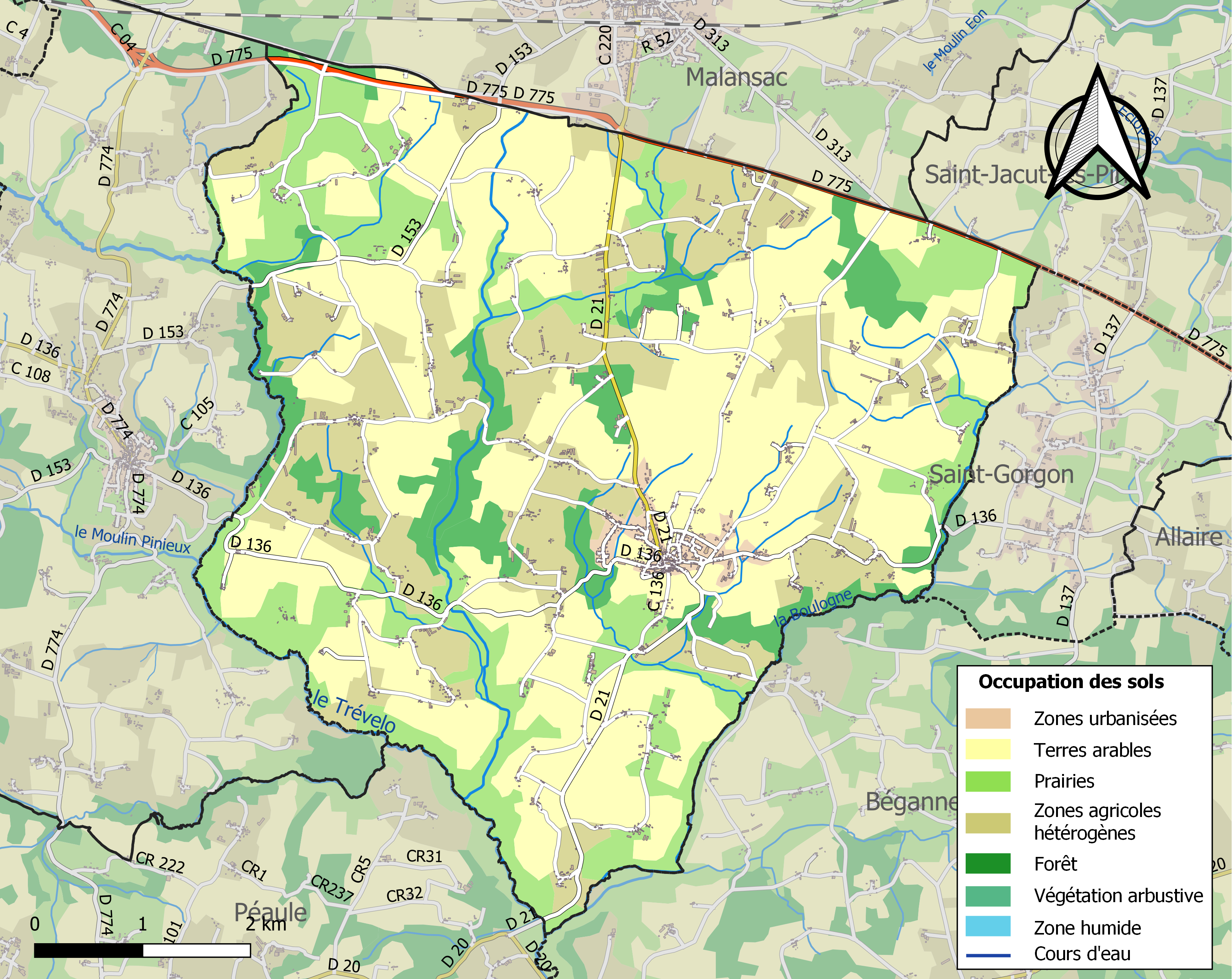
Carte des infrastructures et de l'occupation des sols de la commune en 2018 (CLC).

## Histoire

### Antiquité
Il s'agit d'une ancienne paroisse primitive qui englobait autrefois le territoire de Limerzel.
Les Gaulois ont d'abord occupé ce territoire, et y ont laissé quelques traces[Lesquelles ?].
Les Romains ensuite, ont laissé une voie allant de Vannes à Rieux (qui se confond ici avec la départementale Vannes-Redon).

### Moyen-Âge
Les Bretons, à leur tour, y ont fondé quelques établissements, comme l'indiquent les toponymes de certains villages (Carcado, Trévelo, la Grée, Bomélo, etc.). On ne sait pas exactement quand le breton fut oublié. La commune voisine Péaule était bretonnante en 1806.

### LeXXesiècle

#### La Belle Époque
Un décret du Président de la République en date du 14 juin 1911 attribue, à défaut de bureau de bienfaisance, les biens ayant appartenu à la fabrique de Caden et actuellement placés sous séquestre à la commune de Caden.

## Politique et administration
En 1790, la paroisse fut transformée en commune, faisant partie du canton et du district de Rochefort.
À la suppression des districts, en 1800, Caden passa dans l'arrondissement de Vannes.
Au remaniement des cantons en 1801, Caden fut maintenu dans celui de Rochefort.
| Période                                  | Période  | Identité            | Étiquette      | Qualité |
| ---------------------------------------- | -------- | ------------------- | -------------- | ------- |
| 1792                                     | 1794     | François Boulo      |                |         |
| 1799                                     | 1817     | Jean Guiho          |                |         |
| 1817                                     | 1827     | François Guillotin  |                |         |
| 1827                                     | 1830     | Jacques Quistrebert |                |         |
| 1830                                     | 1832     | Joseph Catrevaux    |                |         |
| 1832                                     | 1868     | Sébastien Lambert   |                |         |
| 1869                                     | 1881     | Yves-Marie Louer    |                |         |
| 1881                                     | 1887     | Jean-François Cléro |                |         |
| 1888                                     | 1896     | Jean-Marie Guégan   |                |         |
| 1896                                     | 1900     | François Crété      |                |         |
| 1900                                     | 1929     | Julien Guillouche   |                |         |
| 1929                                     | 1952     | Isidore Brohan      |                |         |
| 1952                                     | 1971     | Joseph Clodic       |                |         |
| 1971                                     |          | Ange Brohan         |                |         |
| 1989                                     | 2008     | François Hervieux   | sans étiquette |         |
| 2008 Réélu en 2014 et 2020               | En cours | Bernard Chauvin     | sans étiquette |         |
| Les données manquantes sont à compléter. |          |                     |                |         |

## Démographie
L'évolution du nombre d'habitants est connue à travers les recensements de la population effectués dans la commune depuis 1793. Pour les communes de moins de 10 000 habitants, une enquête de recensement portant sur toute la population est réalisée tous les cinq ans, les populations de référence des années intermédiaires étant quant à elles estimées par interpolation ou extrapolation. Pour la commune, le premier recensement exhaustif entrant dans le cadre du nouveau dispositif a été réalisé en 2004.

En 2022, la commune comptait 1 570 habitants, en évolution de −4,85 % par rapport à 2016 (Morbihan : +3,82 %, France hors Mayotte : +2,11 %).
| 1793  | 1800  | 1806  | 1821  | 1831  | 1836  | 1841  | 1846  | 1851  |
| ----- | ----- | ----- | ----- | ----- | ----- | ----- | ----- | ----- |
| 2 320 | 2 077 | 2 203 | 2 184 | 2 261 | 2 287 | 2 200 | 2 310 | 2 295 |

| 1856  | 1861  | 1866  | 1872  | 1876  | 1881  | 1886  | 1891  | 1896  |
| ----- | ----- | ----- | ----- | ----- | ----- | ----- | ----- | ----- |
| 2 247 | 2 250 | 2 246 | 2 282 | 2 348 | 2 449 | 2 460 | 2 371 | 2 389 |

| 1901  | 1906  | 1911  | 1921  | 1926  | 1931  | 1936  | 1946  | 1954  |
| ----- | ----- | ----- | ----- | ----- | ----- | ----- | ----- | ----- |
| 2 344 | 2 364 | 2 399 | 2 240 | 2 208 | 2 171 | 2 165 | 2 077 | 2 023 |

| 1962  | 1968  | 1975  | 1982  | 1990  | 1999  | 2004  | 2006  | 2009  |
| ----- | ----- | ----- | ----- | ----- | ----- | ----- | ----- | ----- |
| 1 897 | 1 733 | 1 707 | 1 663 | 1 621 | 1 478 | 1 512 | 1 541 | 1 593 |

| 2014  | 2019  | 2022  | - | - | - | - | - | - |
| ----- | ----- | ----- | - | - | - | - | - | - |
| 1 632 | 1 589 | 1 570 | - | - | - | - | - | - |

La population a augmenté de 0,6 % entre 1999 et 2007, grâce à un solde migratoire positif ( +0,7 %) pour la première fois depuis 1968. Ce solde migratoire compense le solde naturel légèrement négatif (- 0,1 %. Les nouveaux habitants viennent principalement d'une autre commune du Morbihan (49,4 %) ou d'une autre région française (34,8 %).
Le nombre de logements a augmenté davantage ses dernières années : 64 logements entre 1990 et 2004 et 50 de plus entre 2005 et 2007.
La population active est de 70,4 % en 2007 avec un taux de chômage de 7,5 %.

## Culture et patrimoine

### Lieux et monuments

#### Patrimoine religieux
- l'église Saint-Pierre-aux-Liens : édifiée en remplacement d'un ancien édifice religieux. Le 8 septembre 1889, on a béni la première pierre d'une nouvelle église. C'est un édifice de style ogival, en forme de croix latine, avec des bas côtés séparés de la nef par deux rangées de piliers. C'est une reproduction de l'église d'Arradon. L'église paroissiale de Caden est sous le vocable de saint Pierre-aux-Liens, dont la fête arrive le 1er août. Les autels latéraux sont ceux de Notre-Dame, de la Trinité, de saint Sébastien, de saint Jean. Une chapelle de l'église, dédiée à sainte Madeleine, appartenait aux seigneurs de Bléhéban, qui y avaient leurs sépultures. On y voit un cadran solaire réalisé en schiste gravé et daté de 1637. Ce cadran représente une crucifixion et deux personnages au pied de la croix. À la porte de l'église on voit un bénitier en forme d'œuf tronqué, et dans le cimetière un fragment de lec'h arrondi, reste d'une antique sépulture ;

- chapelles frairiennes :
  - la chapelle Sainte-Marie, au nord-ouest, près de la route de Redon ;
  - la chapelle Saint-Vincent, au nord-ouest, près du Maunay ;
  - la chapelle Saint-Nicolas, à trois kilomètres vers l'ouest ;
  - la chapelle Saint-Armel, à un kilomètre vers le sud-ouest ;
  - la chapelle Saint-Gildas, à deux kilomètres au nord ;
  - la chapelle Saint-Guillaume, depuis longtemps démolie.

- la croix de Carlahoux.

- fontaines à dévotion réputées guérir certaines affections[27] :
  - la fontaine Saint-Pierre ;
  - la fontaine Saint-Armel ;
  - la fontaine Saint-Roux.

#### Patrimoine civil
- châteaux et les manoirs :
  - le château de la Berraye date des XVIe et XVIIIe siècles, il est inscrit à l'inventaire général du patrimoine culturel[28] ;
  - le manoir de Barniquel date des XVIIe et XVIIIe siècles, il est inscrit à l'inventaire général du patrimoine culturel[29] ;
  - le manoir de Bléhéban date du XVIIIe siècle, il est inscrit à l'inventaire général du patrimoine culturel[30] ;
  - le manoir de la Héligaie date des XVIIIe et XIXe siècles, il est inscrit à l'inventaire général du patrimoine culturel[31] ;
  - le manoir du Hindreuff date du XVIIe siècle ou du XVIIIe siècle, il est inscrit à l'inventaire général du patrimoine culturel[32] ;
  - le manoir de la Houssaye  date des XVIIe et XIXe siècles, il est inscrit à l'inventaire général du patrimoine culturel[33].

### Héraldique
|  | Les armoiries de Caden se blasonnent ainsi : D'or à croix de gueules cantonnée de 4 molettes d'éperon de sable. Armes de la famille de BLEHEBAN d'après Rietstap (ou de BLEHEDAN d'après Jougla de Morénas) |

## Personnalités liées à la commune
Tristan de Carné (1476-1536), né à Caden, capitaine de la ville de Guérande à partir de 1513.
En 1791, son recteur, Julien Gatinel, refusa le serment à la Constitution civile du clergé, et partit, l'année suivante, pour l'Espagne.
En 1793, le 16 mars, Caden fournit son contingent d'insurgés pour la prise de Rochefort. Peu après, Pierre Lecars, dit Pelo, se mit à la tête d'une bande de chouans de cette commune et des environs.
Jean-Baptiste Jégo, né en 1896 à Caden, fut un prêtre eudiste qui devint enseignant au collège Sainte-Anne de Pointe-de-l'Église, en Nouvelle-Écosse (Canada). Il écrit et mit en scène plusieurs pièces de théâtre, dont Le Drame du peuple acadien, en 1930, primée par l'Académie française.